# Карнейшен (Вашингтон)
Карнейшен (англ. Carnation) — місто (англ. city) в США, в окрузі Кінг штату Вашингтон. Населення — 2158 осіб (2020).

## Географія
Карнейшен розташований за координатами 47°38′39″ пн. ш. 121°54′3″ зх. д. / 47.64417° пн. ш. 121.90083° зх. д. (47.644248, -121.900811).  За даними Бюро перепису населення США в 2010 році місто мало площу 3,05 км², з яких 2,99 км² — суходіл та 0,05 км² — водойми.

## Демографія
Згідно з переписом 2010 року, у місті мешкало 1786 осіб у 631 домогосподарстві у складі 474 родин. Густота населення становила 586 осіб/км².  Було 665 помешкань (218/км²).
Расовий склад населення:
| - 85,8 % — білих - 3,1 % — азіатів - 1,0 % — корінних американців - 0,9 % — чорних або афроамериканців - 0,1 % — вихідців з тихоокеанських островів - 7,1 % — осіб інших рас |

До двох чи більше рас належало 2,1 %. Частка іспаномовних становила 12,7 % від усіх жителів.
За віковим діапазоном населення розподілялося таким чином: 30,1 % — особи молодші 18 років, 63,9 % — особи у віці 18—64 років, 6,0 % — особи у віці 65 років та старші. Медіана віку мешканця становила 34,9 року. На 100 осіб жіночої статі у місті припадало 99,3 чоловіків;  на 100 жінок у віці від 18 років та старших — 101,3 чоловіків також старших 18 років.
Середній дохід на одне домашнє господарство  становив 86 580 доларів США (медіана — 73 611), а середній дохід на одну сім'ю — 101 385 доларів (медіана — 87 026). Медіана доходів становила 62 188 доларів для чоловіків та 52 875 доларів для жінок. За межею бідності перебувало 6,2 % осіб, у тому числі 8,8 % дітей у віці до 18 років та 4,3 % осіб у віці 65 років та старших.
Цивільне працевлаштоване населення становило 877 осіб. Основні галузі зайнятості: освіта, охорона здоров'я та соціальна допомога — 20,0 %, виробництво — 16,2 %, науковці, спеціалісти, менеджери — 13,5 %, мистецтво, розваги та відпочинок — 11,1 %.